# Референдум про незалежність Іракського Курдистану (2017)
Референдум щодо незалежності Іракського Курдистану — референдум про незалежність Іракського Курдистану від Іраку, який відбувся 25 вересня 2017 року на територіях, що входять в автономію Іракський Курдистан, а також деяких інших контрольованих Ербіль регіонах, зокрема, в нафтоносної провінції Кіркук. Офіційний Ірак вважає референдум незаконним і його результати  не визнає. Спочатку планувалося провести його в 2014 році, але на тлі суперечностей між Регіональним урядом Курдистану (КРГ) і федеральним урядом Іраку його відклали (в 2014 році провели неофіційний референдум-опитування). Новими імпульсами курдів на користь незалежності послужило вторгнення загонів ІДІЛ до північного Іраку, солдати ЗС Іраку покинули деякі райони, які потім були зайняті пешмерга і фактично контролюються курдськими силами.
У період з 2014—2017 рр. референдум декілька разів було анонсовано й декілька разів відкладено, оскільки курдські сили співпрацювали з іракським центральним урядом у звільненні Мосулу. 7 червня 2017 року президент Іракського Курдистану Масуд Барзані провів зустріч з представниками Демократичної партії Курдистану (ДПК), Патріотичного союзу Курдистану (ПСК), Ісламського союзу Курдистану (КВУ), Ісламського руху Курдистану (КІМ), Комуністичної партії Курдистану, Партії трудівників Курдистану, Партії трудівників та робітників Курдистану, Партії розбудови й реформ Курдистану, туркменського списку Ербілі, Іракського туркменського фронту, Партії розбудови Туркменістану, Вірменського списку в парламенті Курдистану, Асирійського демократичного руху й Асирійського-Халдейської народної ради, де референдум про незалежність було підтверджено й призначено на 25 вересня 2017 року.

## Передісторія

Етнорелігійна мапа Іраку
Араби-суніти
Араби-шиїти
Курди-мусульмани
Асирійці
Курди-єзиди
Туркмени

У січні 2014 року центральний уряд Малікі розпочав утримувати фінансування Регіонального уряду Курдистану, КРГ розпочали шукати альтернативні джерела фінансування й намагатися експортувати нафту по північному трубопроводу до Туреччини, але уряд Іраку почав тиснути на країни-імпортери нафти. Курди осудили політику Малікі як згубну для країни і ту, що веде до її розколу. Після атаки ІДІЛ в західному і північному Іраку урядові війська залишили позиції. Пешмерга скористалися цим вакуумом, взявши під свій контроль місто Кіркук і ряд населених пунктів в північній частині країни. Уряд Нурі аль-Малікі широко звинувачувався в провалі сил безпеки в Мосулі, також наростало невдоволення сунітського арабського населення центральним урядом, широкого поширення набули міжнародні та внутрішні заклики про призначення нового прем'єр-міністра. 1 липня президент Курдистану Масуд Барзані оголосив про свій намір провести референдум про незалежність у 2014 році на тій підставі, що країна була «фактично розділена».
У вересні 2014 року, після того, як Малікі був замінений прем'єром-міністром Хайдером аль-Абаді, курдські лідери погодилися відкласти референдум, зосередившись на боротьбі з ІДІЛ.
3 лютого 2016 року Rudaw.net повідомив, що іракський курдський лідер Масуд Барзані заявив законодавцям КРГ, що орієнтовна дата проведення референдуму намічена на осінь 2016 року. Однак в кінці жовтня прем'єр-міністр Іраку Курдистан Нечерван Барзані підтвердив, що референдуму не буде до тих пір, поки Мосул не буде звільнений.
На початку квітня 2017 року, коли звільнення Мосула стало реальністю, керівні політичні партії Іракського Курдистану — ДПК і ПСК — оголосили про те, що референдум відбудеться в поточному році.
7 червня 2017 року президент Курдистану Масуд Барзані оголосив, що референдум відбудеться 25 вересня 2017 року.

### Неофіційний референдум 2005 року
У січні 2005 року, поряд з іракськими парламентськими виборами й іракськими виборами в Курдистані в 2005 році, було проведено неофіційний референдум з питанням до народу іракського Курдистану про те, чи вважають за краще вони залишатися частиною Іраку або отримати незалежність.
Результатом була переважна більшість — з 98,8 % на користь незалежного Курдистану. 22 грудня 2004 року безпартійна делегація на чолі з президентом Курдського суспільства американської освіти Ардіширом Рашиді-Калхуром зустрілася з головою Відділу з надання допомоги в проведенні виборів і співробітниками ООН пані Каріни Піреллі в штаб-квартирі організації в Нью-Йорку, щоб передати 1 732 535 підписів, які були зібрані, схваливши заклик до проведення референдуму про незалежність Південного Курдистану.

## Хід референдуму
25 вересня 2017 року Іракському Курдистані пройшов другий референдум про незалежність від центрального уряду в Багдаді. Запитання було сформульовано таким чином: «Чи хочете ви, щоб Курдистанський регіон і курдські землі за межами регіону стали незалежною державою?»
Багдадські офіційні особи, а також уряди Ірану та Туреччини дуже нервово відреагували на проведення референдуму. Центральний уряд Іраку оголосив про закриття обох міжнародних аеропортів в автономії — в Ербілі й Сулейманії. Обидві суміжні держави, що мають великий відсоток курдського населення в прикордонних областях, також закрили свій повітряний простір для польотів в напрямку Іракського Курдистану — таким чином, автономія опинилася в повній блокаді. Туреччина, крім того, направила війська і танки в прикордонні райони.

## Підсумки референдуму
Згідно з оголошеними 27 вересня підсумками референдуму, 72 % з 8,4 млн виборців, що мали право взяти участь у голосуванні, скористалися ним. З них 92,73 % проголосували за незалежність Курдистану.
Іракський уряд 27 вересня оголосив про невизнання підсумків референдуму. Більш того, він назвав необхідною передумовою для початку будь-яких переговорів з Курдистаном його денонсацію. У той же день парламент Іраку проголосував за надання прем'єр-міністру Аль-Абаді необхідних повноважень для мирного або силового звільнення контрольованих курдами районів, які не входять формально до складу автономії. Перш за все мова йде про багатий нафтою Кіркук, залишений іракськими військами бойовикам Ісламської держави в 2014 році й пізніше звільненим курдськими військовими формуваннями.
Станом на вечір 27 вересня, жодна держава світу не визнала незалежність Курдистану.